# Pórticos la Gloria
Pórticos la Gloria är en ort i Mexiko.   Den ligger i kommunen Tijuana och delstaten Baja California, i den nordvästra delen av landet, 2 300 km nordväst om huvudstaden Mexico City. Pórticos la Gloria ligger 265 meter över havet och antalet invånare är 267.
Terrängen runt Pórticos la Gloria är kuperad österut, men västerut är den platt. Runt Pórticos la Gloria är det tätbefolkat, med 913 invånare per kvadratkilometer. Närmaste större samhälle är Tijuana, 8,2 km norr om Pórticos la Gloria. Omgivningarna runt Pórticos la Gloria är i huvudsak ett öppet busklandskap.